# Lichtenwald
Lichtenwald ist eine Gemeinde auf dem Schurwald im Landkreis Esslingen in Baden-Württemberg, an der Landstraße L1151 zwischen Reichenbach an der Fils (4 km) und Schorndorf (7 km) gelegen. Sie gehört zur Region Stuttgart (bis 1992 Region Mittlerer Neckar) und zur europäischen Metropolregion Stuttgart.

## Geographie

### Geographische Lage
Der Ortsteil Hegenlohe liegt auf dem bewaldeten Osthang (unter den Einheimischen auch Heuberg genannt) des Reichenbachtals und ist wie das auf dem Höhenrand angesiedelte Thomashardt von den Mischwäldern des Schurwaldes umgeben. Das Gemeindegebiet erstreckt sich von 342 bis 480 Meter Höhe.
Auf dem Höhenweg (ein Wanderweg vom Bürgerzentrum zum Naturfreundehaus) hat man bei guter Sicht ein Panorama auf die Alb und die davor gelegenen Gebiete. In südwestlicher Richtung ergibt sich eine Fernsicht von ca. 50 km, in östlicher von ca. 30 km.

### Gemeindegliederung
Lichtenwald besteht aus den beiden Ortsteilen Hegenlohe und Thomashardt, die aus den beiden ehemals selbstständigen Gemeinden gleichen Namens hervorgegangen sind, aus denen die Gemeinde Lichtenwald entstanden ist. Zum Ortsteil Hegenlohe gehören das Dorf Hegenlohe und die Wohnplätze Bannmühle und Ölmühle sowie die abgegangene Ortschaft Ritzenweiler. Zum Ortsteil Thomashardt gehört das Dorf Thomashardt. Ca. 66 % der Gemarkung besteht aus Wald.

### Nachbargemeinden
Im Westen grenzt Thomashardt an die ebenfalls auf der Schurwaldhöhe gelegene Gemeinde Baltmannsweiler mit ihren Ortsteilen Baltmannsweiler und Hohengehren. Im Süden ist das im Tal gelegene Reichenbach an der Fils benachbart. Wieder auf der Schurwaldhöhe liegen die östlichen Nachbarorte Büchenbronn (zu Ebersbach an der Fils) und Baiereck (zu Uhingen), ebenso die nördlichen Nachbarorte Schlichten (zu Schorndorf), sowie die nordwestlichen Ortschaften Manolzweiler und Engelberg (beide zu Winterbach).

### Flächenaufteilung
Nach Daten des Statistischen Landesamtes, Stand 2014.

### Klima
Das Klima in Lichtenwald gestaltet sich etwas rauer als im Filstal. Im Tagesverlauf kann ein Temperaturunterschied von 1–3 K im Vergleich zum Tal auftreten. Abends nimmt dieser ab, im Sommer kann sogar, da nach Sonnenuntergang die warme Luft aus dem Tal aufsteigt, eine Umkehrung des Effektes beobachtet werden. Allgemein ist es in Lichtenwald windiger als im Tal, da die Orte auf einem Bergrücken liegen. Im Winter liegt wie auf dem ganzen Schurwald öfters und länger Schnee als im Fils-, Neckar- oder Remstal. Aufgrund der Berglage und (fast) freier Sicht in West und Ost kann man in Lichtenwald nahezu die komplett mögliche Sonnenscheindauer nutzen.

### Geologie
Der geologische Aufbau Lichtenwalds folgt dem auch im Großteil des restlichen Schurwaldes vorzufindenden Schema.
Der Höhenrücken Lichtenwalds besteht aus einer sehr schmalen Zone (20–25 m) Schwarzen Juras oder (unterem) Lias alpha. Dieser setzt sich wiederum aus einer Schicht von Verwitterungsprodukten wie dunkler Lehme, Tone und Sand zusammen, darunter finden sich u. a. der hellgraue Angulatensandstein und nochmals tiefer (aber nicht mehr sichtbar, da verborgen unter Hangschutt) der Psilonotenton. Die Liasböden sind, abgesehen von ihren steinigen Rändern, gute Ackerböden.

Die weiteren Schichten gehören zum Keuper. Unter der Schicht Lias alpha beginnt eine 2–3 m mächtige Schicht Rhät (dunkel-tonig-mergelig, aber nur schwer zu erkennen). Der tonige Knollenmergel schließt sich als 20–30 m mächtige Schicht dem Rhät an und ist sofort als etwa 50–300 m breites, buckliges Wiesengelände, zwischen den Äckern oben und dem Waldrand unten auszumachen. 

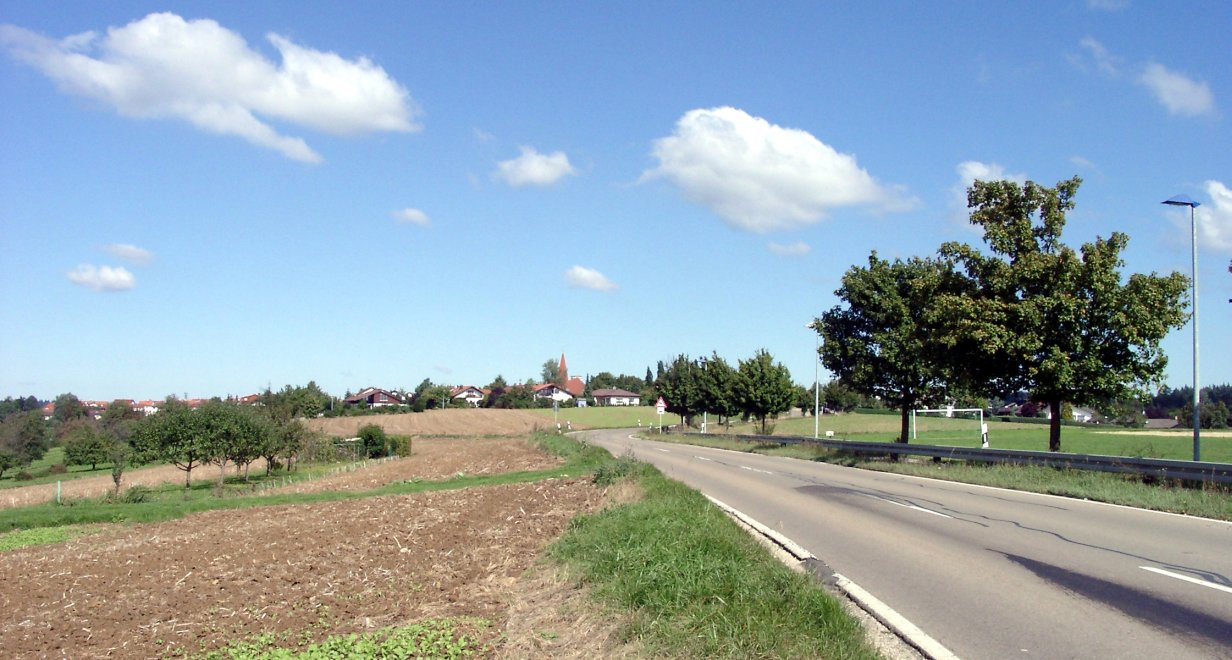
Blick auf Thomashardt in Richtung Norden

 Der Knollenmergel bietet keine gute Baugrundlage und neigt bei Regen zum Aufquellen, die zu Rutschungen führen können. Typische Folgen der Bodenbewegungen sind die vielen schräg gestellten oder mit einem Knick im unteren Bereich des Stammes zum Licht wachsenden Bäume, was auch als Krückstockwuchs oder Säbelwuchs bezeichnet wird.
Die unterste Schicht des Schurwaldes besteht aus Stubensandstein (Mittlerer Keuper) mit einer Schichtmächtigkeit von 90–100 m. Diese Formation besteht größtenteils aus Sandsteinbänken, in die sich zahlreiche Bäche eingeschnitten haben.

### Tektonik
Die geologischen Schichten im Schurwald fallen allgemein vom Nordwesten nach Südosten um etwa 0,5–1° ein. Des Weiteren stellt das heutige Filstal im Raum Reichenbach-Plochingen eine Bruchzone dar, verursacht durch extreme Spannungen. Durch das Absinken der Zone liegen zum Beispiel in Reichenbach Stubensandstein-Schichten 50–70 m tiefer als nördlich der Bruchlinie. Die Spannungen sind bis heute nicht abgeklungen, wodurch sich ein tektonisches Erdbeben vom August 1940 erklären lässt, dessen Epizentrum etwa 10 km unter Hegenlohe lag (zwar verursachte es keine Schäden, war aber dennoch auf dem ganzen Schurwald zu spüren).

## Geschichte

### Lichtenwald ab 1971
Die Gemeinde Lichtenwald entstand am 1. Januar 1971 durch den freiwilligen Zusammenschluss der bis dahin selbständigen Gemeinden Hegenlohe und Thomashardt. In einem Bürgerentscheid am 13. Dezember 1970 stimmten bei hoher Wahlbeteiligung mehr als 90 % der Wähler für den Zusammenschluss.

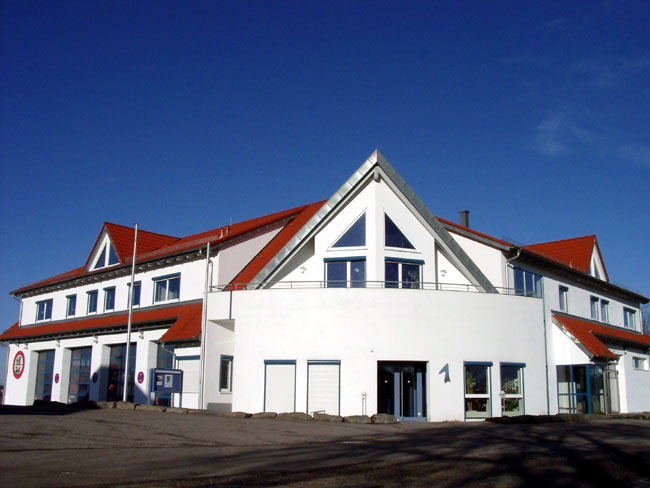
Lichtenwalder Bürgerzentrum

Der Name Lichtenwald stammt vom „lichten Wald“ ab, eine Bezeichnung, die schon im Jahr 1555 in alten Forstlagerbüchern des Forstamts Schorndorf unter Bezugnahme auf die Gemeinden Hegenlohe und Thomashardt auftauchte. Auch die Bestandteile der Ortsnamen, Lohe und Hardt, führen sich auf die Begriffe Weidewald bzw. lichter Wald zurück. Die zündende Idee für die Namensgebung hatte letztendlich der alteingesessene Bürger Karl Roos aus Thomashardt. Weitere, aber abgelehnte Vorschläge waren: Hegenhardt, Thomaslohe, Schlichtenwald, Hohenlau, Schurdorf, Langgehren und Langrain.
Seit den 1990er Jahren wurden mehrere öffentliche Bauprojekte in Lichtenwald verwirklicht. Nachdem zunächst das Rathaus und der Dorfplatz in Thomashardt neu gestaltet worden waren, wurde 1996 der Wasserturm in Thomashardt künstlerisch gestaltet, wozu über 55.000 DM durch Spenden von Einzelpersonen, aus Benefizveranstaltungen und von Sponsoren aus der Wirtschaft aufgebracht worden waren. 1998 kam es zur Einweihung des Jugendhauses bei der Grundschule, im Oktober 2000 zur Fertigstellung des Bürgerzentrums, in dem Freiwillige Feuerwehr, Bauhof und ein Bürgersaal für Vereine und kulturelle Veranstaltungen untergebracht sind. 2003 wurde ein neuer Sportplatz gebaut. 2012 kam die neue Mehrzweckhalle (Gemeinde- und Sporthalle) dazu. Die alte Sport- und Gemeindehalle wurde 2012 abgebrochen, da sie stark sanierungsbedürftig, viel zu klein und nicht mehr den heutigen Anforderungen an ein solches Gebäude entsprechend war.

### Hegenlohe

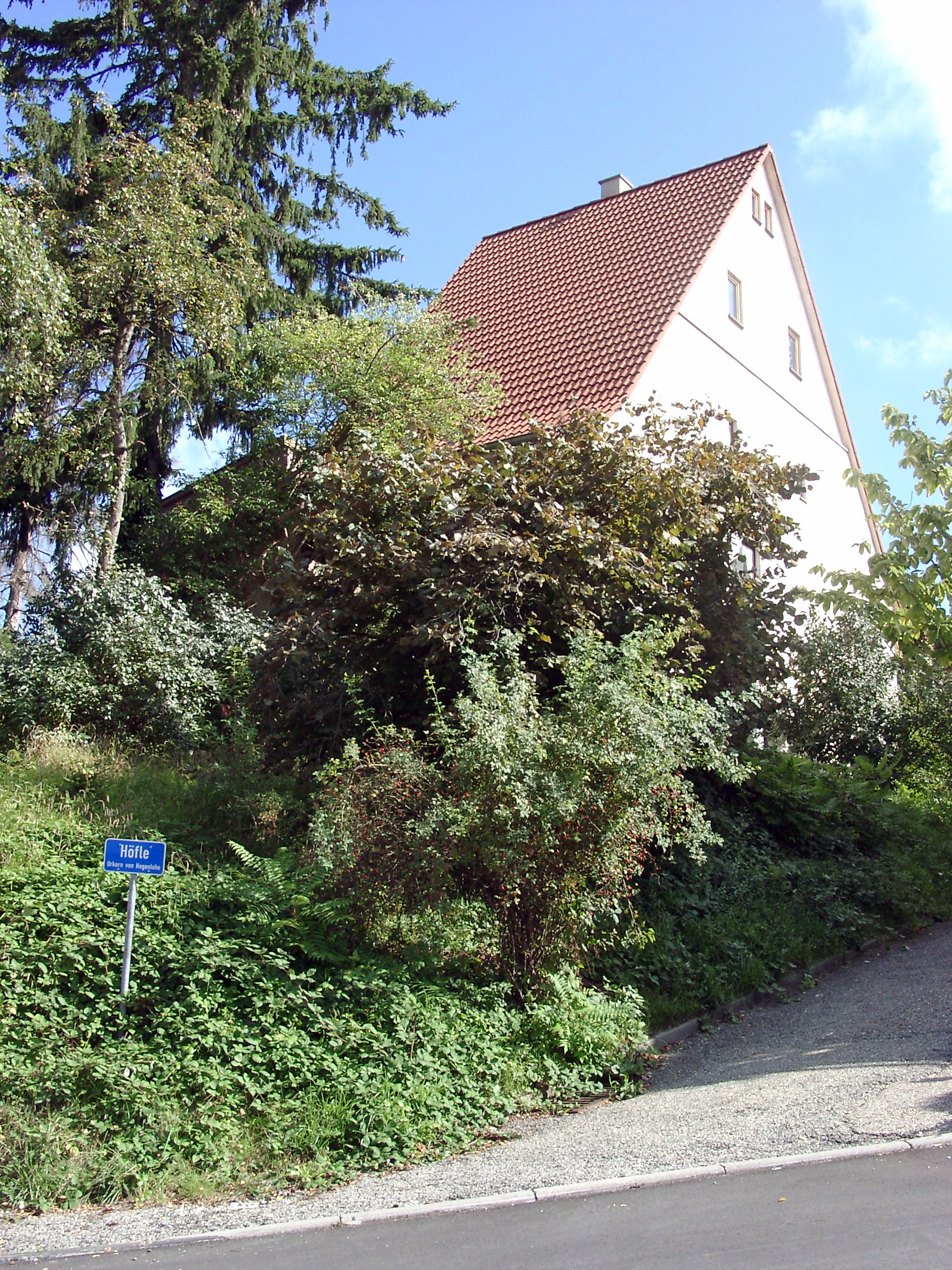
Das Höfle, Urkern von Hegenlohe

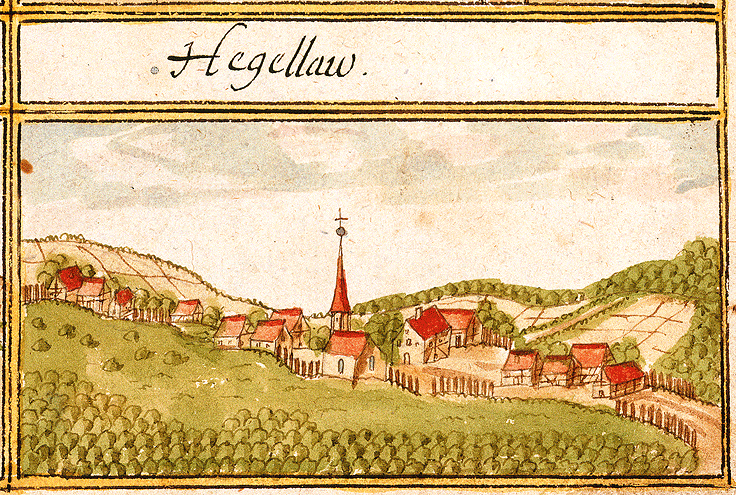
Hegenlohe 1685, Forstlagerbuch von Andreas Kieser

Hegenlohe wurde erstmals unter dem Namen Haginilo am 26. April 1173 erwähnt, als der Gegenpapst Calixt III. die Liegenschaften des Klosters Sankt Blasien (Südschwarzwald) in Hegenlohe bestätigte. Die Vogtei hatten bis 1364 die Herzöge von Teck. Später wurde die Vogtei über Hegenlohe an die Grafen von Württemberg übergeben, welche diese unter anderem an die Esslinger Familie Holdermann verlieh. 1457 fiel die Vogtei wieder zurück an die Württemberger, die den Ort dann dem Amt (seit 1806 Oberamt) Schorndorf zuwiesen. Die Gemeinde gehört seit der Gebietsreform von 1938 dem Landkreis Esslingen an. Bis 1379 bestand auf Hegenloher Markung die um 1140 genannte Siedlung Ritzisweiler. Eine weitere Siedlung namens Witzenweiler existierte bis vor den Dreißigjährigen Krieg.
Thomashardt und Hegenlohe bildeten stets eine Gesamtkirchengemeinde. Um 1700 begann die Gemeinde Hegenlohe einen eigenen Schulunterricht einzuführen, zuvor mussten die Schulpflichtigen Kinder (nur Jungen, Mädchen erst ab 1739) den Unterricht in Thomashardt und Hohengehren absolvieren.

#### Heiligkreuzkirche
Eine Ecclesia (eher Kapelle) wurde erstmals 1173 urkundlich erwähnt. Die heutige Sakristei wurde nach 1200 erbaut, das gerippte Kreuzgewölbe erst viel später eingezogen. Die evangelische Pfarrkirche Zum heiligen Kreuz, welche auf einem felsigen Hügelsporn fußt, wurde wohl 1479 vollendet, wobei der Innenraum über die Jahrhunderte mehrmals Veränderungen unterzogen war, zuletzt 1955. Der steinerne Tischaltar stammt wahrscheinlich noch aus der ersten Kapelle, an der Nordwand befindet sich eine gotische Taufnische und im flachgedeckten Schiff wieder an der Nordwand eine spätgotische Sakramentnische (von 1479). Das hölzerne Altarkruzifix wurde um 1520 von unbekannter Hand geschnitzt und 1955 restauriert. Eine wahrscheinlich erste Orgel war schon um 1700 vorhanden, die heutige stammt von 1835.
Der Kirchturm ist 29 m hoch, ruht zweiseitig auf einer starken, freitragenden, mittelalterlichen Eichenkonstruktion und wurde 1809 in den oberen zwei Stockwerken nebst Turmdach völlig neugebaut. Die erste große Kirchenglocke aus dem Jahr 1501, gegossen vom Esslinger Glockengießer Sydler und fast 300 kg schwer, musste 1949 aufgrund eines Sprungs umgegossen werden. Zuvor wurde sie im Zweiten Weltkrieg beschlagnahmt und nach Esslingen abtransportiert, 1947 aber wieder zurückgegeben. Eine kleine Glocke wurde letztmals 1832 umgegossen, 1917 im Ersten Weltkrieg eingeschmolzen und 1922 durch eine neue ersetzt. Eine dritte Glocke, die Taufglocke, wurde 1949 angeschafft. Die Glocken ertönen in e-g-a (große Glocke – kleine Glocke – Taufglocke).

### Thomashardt

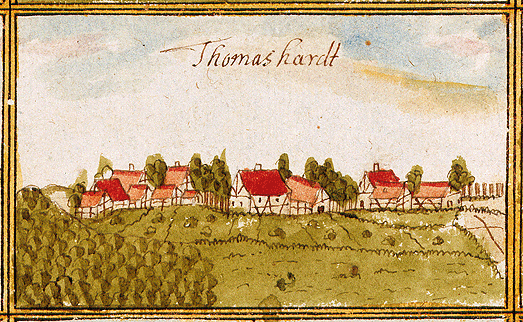
Thomashardt 1685

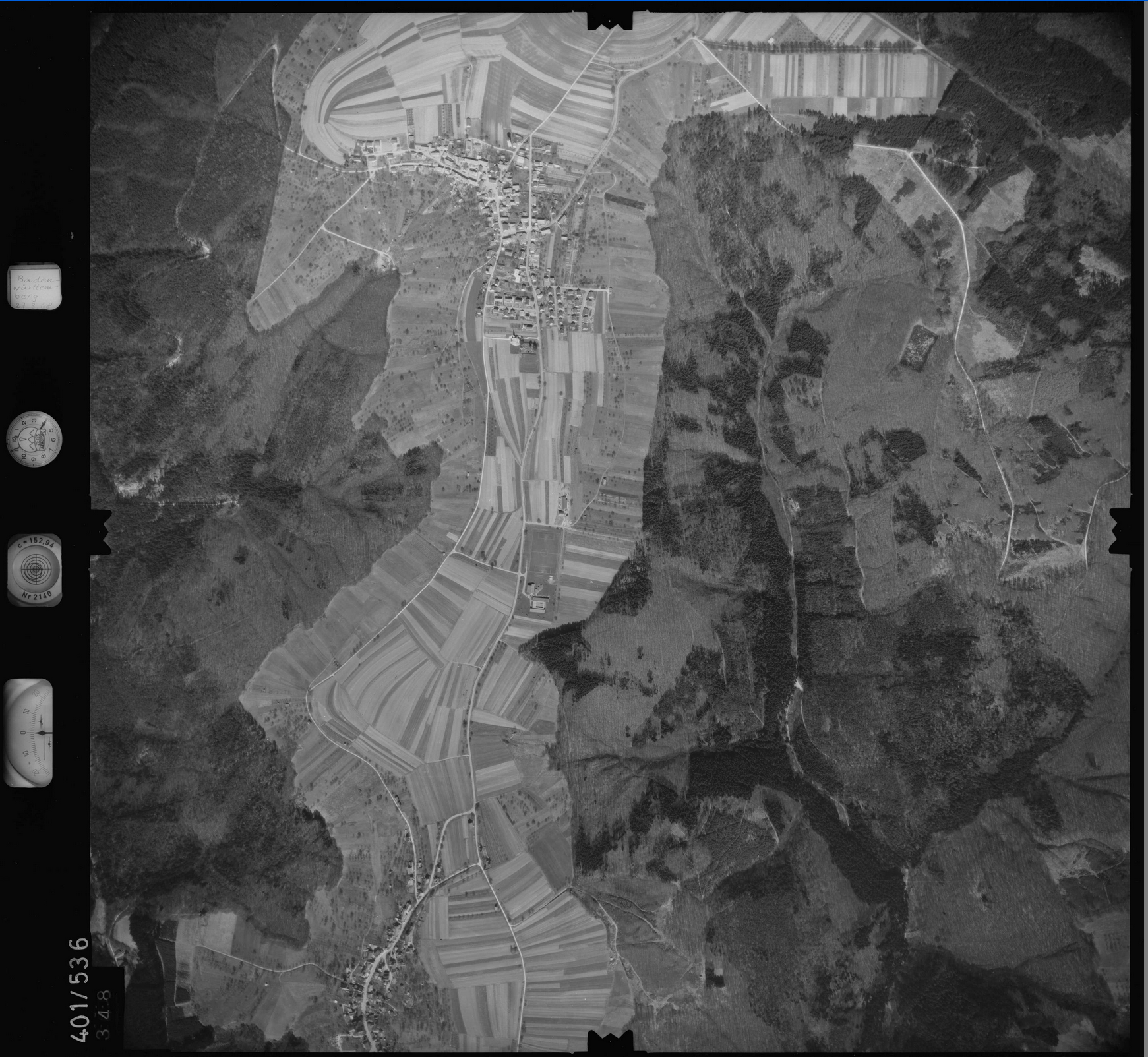
Thomashardt und Teile Hegenlohe 1968

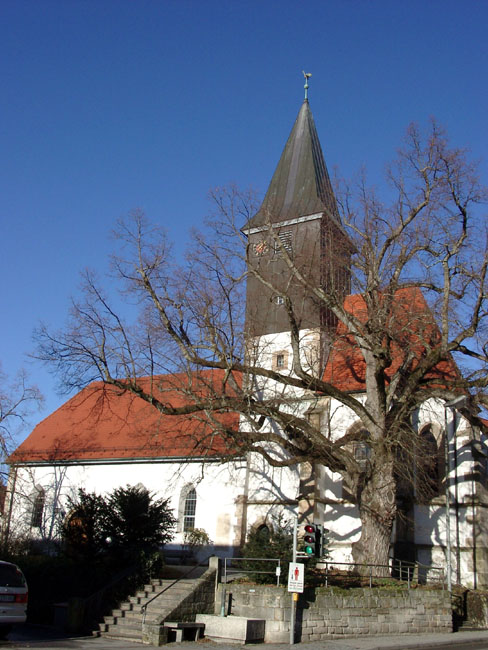
Hegenloher Heiligkreuzkirche mit Dorflinde

Thomashardt tauchte erstmals in einer Urkunde vom 18. November 1324 in der Namensform Dagemanshart auf. Ein Teil des Ortes befand sich bis 1333 im Besitz der Grafen von Aichelberg, ein anderer bis 1367 im Besitz der Herzöge von Teck. Später besaßen die Grafen von Württemberg die jeweiligen Rechte. Der dritte Teil des Dorfes gehörte ab 1268 dem Kloster Adelberg an, das seine Vogteirechte 1362 an Württemberg übergab. Die Grundherrschaft selbst übte das Kloster bis zum Jahr 1535 aus. Seit 1453 gehörte die Gemeinde zum Amt Schorndorf (bzw. 1758 bis 1934 Oberamt Schorndorf, dann 1934 bis 1938 Kreis Schorndorf) und ab 1938 zum Landkreis Esslingen.
Thomashardt besaß bis ins Jahr 1966 weder eine Pfarrei noch ein Kirchengebäude, 1965/66 wurde dann die Auferstehungskirche gebaut. Der Bildungsbereich entwickelte sich früher als in Hegenlohe, ein Schulgebäude wurde 1812 gebaut, das auch als Rathaus benutzt wurde.

### Gemeinsame Geschichte vor 1971
Bereits vor dem Jahr 1971 gab es viele Gemeinsamkeiten zwischen Thomashardt und Hegenlohe. Beide Gemeinden gehörten zwischen 1560 und 1819 zum Schlichter Waldgericht und bildeten im Jahr 1819 zusammen mit Schlichten und Baiereck sogar eine Gesamtgemeinde mit Sitz in Thomashardt. Nach dem Ausscheiden von Baiereck und Schlichten aus dem Verbund trennten sich die beiden verbliebenen Teilorte am 29. September 1825 und fanden so ihre Selbständigkeit wieder. Landeshistorisch waren die Orte jahrhundertelang ein Bestandteil Altwürttembergs, von 1806 bis 1918 dann beim Königreich Württemberg und danach Teil des Volksstaates Württemberg. 1945 fielen die Orte der Amerikanischen Besatzungszone zu und gehörten somit zum neu gegründeten Land Württemberg-Baden, das 1952 im jetzigen Bundesland Baden-Württemberg aufging. Bereits vor dem erneuten Zusammenschluss im Jahr 1971 schlossen sich Thomashardt und Hegenlohe zu einem Schulverband zusammen. 1962 wurde ein Schulgebäude an der Markungsgrenze errichtet, in dem sich heute die Grundschule findet.

### Einwohnerentwicklung

#### Lichtenwald ab 1971
Die Einwohnerzahl ist innerhalb von 30 Jahren von 1351 im Jahr 1971 auf 2572 Einwohner im Jahre 2004 angewachsen, wovon 1360 Personen auf den Ortsteil Hegenlohe und 1212 auf den Ortsteil Thomashardt entfallen. Am 31. März 2015 lebten gemäß der amtlichen Einwohnerstatistik der Gemeindeverwaltung 2559 Einwohner in Lichtenwald (Hegenlohe: 1424 Einwohner, Thomashardt: 1132 Einwohner). Als Folge der starken Bevölkerungsentwicklung mussten neue Wohngebiete geschaffen und viele neue Straßen mit Ver- und Entsorgungsleitungen gebaut werden. Im Jahre 1999/2000 wurde das Misch- und (eingeschränkte) Gewerbegebiet Ummerles Häule III in Hegenlohe erschlossen. Im Jahr 2004/2005 wurde das Wohngebiet Hohenrain/Gassenäcker in Hegenlohe erschlossen. Im Herbst 2013 wurde die Erschließung des Baugebietes Thomashardt-Ost im gleichnamigen Ortsteil mit einem Kreisverkehr am nördlichen Ortseingang abgeschlossen, welches ein voneinander getrenntes Wohn- und Gewerbegebiet umfasst.

#### Hegenlohe
Vom 17. bis zum 19. Jahrhundert entwickelte sich der Ort nur sehr langsam. Gründe hierfür sind zum einen die geografische Lage, zum anderen die verheerenden Kriege. Die Einwohnerzahl stieg von 40 Einwohnern nach dem Dreißigjährigen Krieg auf ca. 80 im Jahr 1702. Im 19. Jahrhundert schwankte die Anzahl der Bewohner der Gemeinde zwischen 278 und 371. Aufgrund der Flüchtlinge nach dem Zweiten Weltkrieg machte die Einwohnerzahl einen Sprung von 30 % auf 411 Personen (von 316 im Jahr 1939). Bis 1961 wuchs die Gemeinde um 14 % auf 475 Bürger.

#### Thomashardt

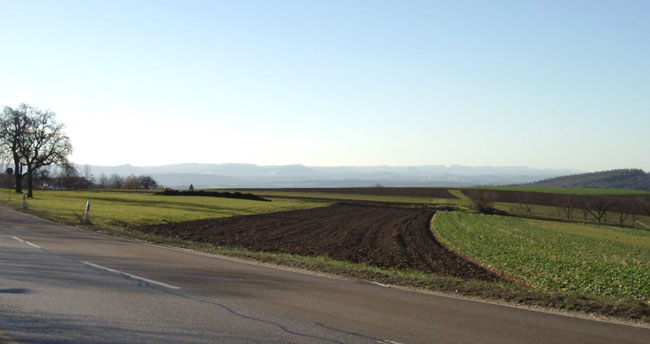
Ausblick in Richtung Südwesten bei Thomashardt

Thomashardt zählte früher stets mehr Gemeindebewohner als Hegenlohe, wobei die prozentualen Schwankungen mit Hegenlohe übereinstimmten. Im 19. Jahrhundert zählte die Gemeinde zwischen 309 und 414 Einwohner. Nach Beendigung des Zweiten Weltkrieges wuchs die Bevölkerung um 32 % auf 433 Personen (von 327 im Jahr 1939). Bis 1961 erhöhte sich die Einwohnerzahl um 20 % auf 545.

## Politik

### Wappen
Offizielle Blasonierung: „In Gold (gelb) über einem grünen Dreiberg eine schräglinks abwärts gerichtete rote Buchel an grünem Stiel mit schräglinks aufwärts weisendem grünen Blatt, gekreuzt mit einer schräg abwärts gerichteten roten Eichel mit grünem Hütchen an grünem Stiel mit schräg aufwärts weisendem grünen Blatt.“
Das neue Wappen konnte erst ab dem 13. Dezember 1971 geführt werden (fast ein Jahr nach der Gründung Lichtenwalds). Ein zuvor ausgerufener Wettbewerb in der Gemeinde brachte keine brauchbaren Ergebnisse für das Wappen, wichtige Anregungen kamen aber von der Archivdirektion Stuttgart. Zur Wappendeutung heißt es von der Fachbehörde: „Das Wappen enthält vereinfacht dargestellte Bestandteile der beiden mit dem Zusammenschluss erloschenen früheren Ortswappen. Diese Bestandteile, ein Eichenblatt mit Eichel für Hegenlohe und ein Buchenblatt mit Buchel für Thomashardt, sind in der Art eines schräg gestellten Vierpasses miteinander verbunden und sollen so auf die erzielte Gemeinsamkeit der beiden Gemeindeteile hinweisen. Gleichzeitig lässt sich dieses von der Schurwaldflora abgeleitete Motiv mit dem neuen Gemeindenamen in Verbindung bringen. Der Grüne Dreiberg erinnert im neuen Wappen, ebenso wie in den beiden früheren, an die topografische Lage der Gemeinde im Bereich des Schurwalds.“

### Bürgermeister
Ferdinand Rentschler wurde im Februar 2019 mit 70,54 % der Stimmen wiedergewählt.

### Gemeinderat

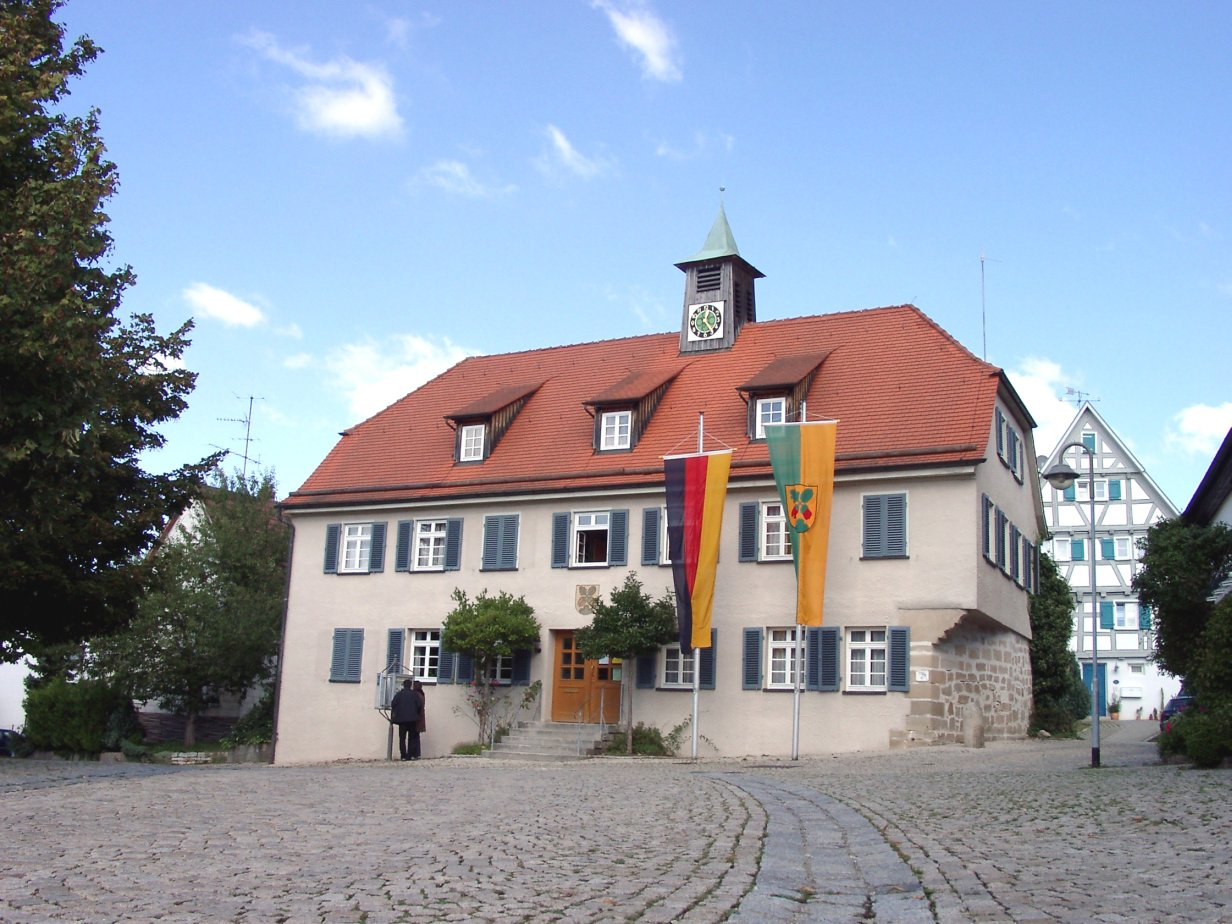
Rathaus in Thomashardt

Der Gemeinderat in Lichtenwald besteht aus den gewählten 12 ehrenamtlichen Gemeinderäten und dem Bürgermeister als Vorsitzendem. Der Bürgermeister ist im Gemeinderat stimmberechtigt.
Die Kommunalwahl am 9. Juni 2024 führte zu folgendem Endergebnis. 
| Parteien und Wählergemeinschaften | Parteien und Wählergemeinschaften           | % 2024  | Sitze 2024 | % 2019  | Sitze 2019 | Kommunalwahl 2024 %50403020100 47,42 %36,21 %11,11 %5,26 % LBLCDUGrüneFWGewinne und Verlusteim Vergleich zu 2019 %p 12 10 8 6 4 2 0 −2 −4 −6 −8−10−12−14−16−18−2,54 %p+7,87 %p+11,11 %p−16,45 %pLBLCDUGrüneFW |
| LBL                               | Lichtenwalder Bürger-Liste                  | 47,42   | 6          | 49,95   | 6          | Kommunalwahl 2024 %50403020100 47,42 %36,21 %11,11 %5,26 % LBLCDUGrüneFWGewinne und Verlusteim Vergleich zu 2019 %p 12 10 8 6 4 2 0 −2 −4 −6 −8−10−12−14−16−18−2,54 %p+7,87 %p+11,11 %p−16,45 %pLBLCDUGrüneFW |
| CDU                               | Christlich Demokratische Union Deutschlands | 36,21   | 4          | 28,34   | 3          | Kommunalwahl 2024 %50403020100 47,42 %36,21 %11,11 %5,26 % LBLCDUGrüneFWGewinne und Verlusteim Vergleich zu 2019 %p 12 10 8 6 4 2 0 −2 −4 −6 −8−10−12−14−16−18−2,54 %p+7,87 %p+11,11 %p−16,45 %pLBLCDUGrüneFW |
| GRÜNE                             | Bündnis 90/Die Grünen                       | 11,11   | 1          | –       | –          | Kommunalwahl 2024 %50403020100 47,42 %36,21 %11,11 %5,26 % LBLCDUGrüneFWGewinne und Verlusteim Vergleich zu 2019 %p 12 10 8 6 4 2 0 −2 −4 −6 −8−10−12−14−16−18−2,54 %p+7,87 %p+11,11 %p−16,45 %pLBLCDUGrüneFW |
| FUW                               | Freie Unabhängige Wähler                    | 5,26    | 1          | 21,71   | 3          | Kommunalwahl 2024 %50403020100 47,42 %36,21 %11,11 %5,26 % LBLCDUGrüneFWGewinne und Verlusteim Vergleich zu 2019 %p 12 10 8 6 4 2 0 −2 −4 −6 −8−10−12−14−16−18−2,54 %p+7,87 %p+11,11 %p−16,45 %pLBLCDUGrüneFW |
| gesamt                            | gesamt                                      | 100,0   | 12         | 100,0   | 12         | Kommunalwahl 2024 %50403020100 47,42 %36,21 %11,11 %5,26 % LBLCDUGrüneFWGewinne und Verlusteim Vergleich zu 2019 %p 12 10 8 6 4 2 0 −2 −4 −6 −8−10−12−14−16−18−2,54 %p+7,87 %p+11,11 %p−16,45 %pLBLCDUGrüneFW |
| Wahlbeteiligung                   | Wahlbeteiligung                             | 73,99 % | 73,99 %    | 69,13 % | 69,13 %    | Kommunalwahl 2024 %50403020100 47,42 %36,21 %11,11 %5,26 % LBLCDUGrüneFWGewinne und Verlusteim Vergleich zu 2019 %p 12 10 8 6 4 2 0 −2 −4 −6 −8−10−12−14−16−18−2,54 %p+7,87 %p+11,11 %p−16,45 %pLBLCDUGrüneFW |

## Wirtschaft und Infrastruktur

### Geschichte
Bis zu Beginn des 20. Jahrhunderts stellte die Landwirtschaft und die Waldnutzung die Haupteinnahmequelle für die Einwohner beider Gemeinden dar, auch die Köhlerei fand Einzug. Handwerker befriedigten den örtlichen Bedarf. Die beiden Mühlen im Reichenbachtal waren über Jahrhunderte die größten Gewerbebetriebe. Zum einen gab es die Bannmühle für Getreide, zum anderen die Ölmühle, die später als Knochenmühle und heute als Sägemühle eingesetzt wird.
Seit 1930 nimmt die Beschäftigung in der Landwirtschaft kontinuierlich ab. Die meisten Einwohner pendeln nun zur Arbeit in die Städte (1987 arbeiteten 79,6 % der 1.172 Erwerbstätigen aus Lichtenwald in den Städten im Neckar- und Filstal). In Hegenlohe zum Beispiel nahm die Zahl der Wohngebäude zwischen 1945 und 1969 um 150 % zu. Die Infrastruktur (wie Wasserversorgung und die Kanalisation) konnte aufgrund der besseren Einkommensverhältnisse und dem dadurch steigenden Steueraufkommen in den 1950er-Jahren deutlich verbessert und ausgebaut werden. Durch den Ausbau der Wanderwege wurde auch die Möglichkeit zur Naherholung stark gefördert. Somit wandelte sich das heutige Lichtenwald von zwei Bauerndörfern zu einer lebhaften Wohngemeinde.

### Aktuell
Die ansässigen Betriebe bieten in Lichtenwald ca. 130 Arbeitsplätze, davon ist die Gemeinde der größte Arbeitgeber. Somit ist Lichtenwald schwerpunktmäßig Wohn- und Auspendlergemeinde. Durch die Ausweisung des Baugebietes Thomashardt-Ost mit gewerblichem Teil erhofft man sich zusätzliche Arbeitsplätze am Ort sowie steigende Gewerbesteuereinnahmen. Die vorhandenen Gewerbebauplätze sind mittlerweile schon zu rund 50 % veräußert und werden in Kürze bebaut. Wenige landwirtschaftliche Großbetriebe und Nebenerwerbsbetriebe bewirtschaften den ca. 286 ha landwirtschaftlich nutzbaren Boden.
Einkaufsmöglichkeiten im Ort gibt es seit Fertigstellung des Gewerbegebietes "Thomashardt-Ost" wieder. Dort wurde Anfang Mai 2014 ein Supermarkt mit 840 m² Verkaufsfläche, Getränkemarkt und Bäckereifiliale mit Stehcafe eröffnet. Bei den einheimischen Landwirten können Obst, Gemüse, Wurstwaren und frische Milch eingekauft werden.
In den 1990er Jahren fand sich in jedem Ortsteil noch ein „Tante-Emma“-Laden, die aber wegen Unwirtschaftlichkeit geschlossen werden mussten. Auch zwei Bankfilialen (Volksbank und KSK Esslingen-Nürtingen) wurden geschlossen.

### Wahlergebnisse
| Partei                 | Bundestagswahl 2002 | Bundestagswahl 2005 | Bundestagswahl 2009 | Bundestagswahl 2013 | Bundestagswahl 2017 |
| ---------------------- | ------------------- | ------------------- | ------------------- | ------------------- | ------------------- |
| CDU                    | 39,8 %              | 37,9 %              | 31,4 %              | 47,8 %              | 37,04 %             |
| SPD                    | 35,7 %              | 30,4 %              | 18,1 %              | 19,8 %              | 13,79 %             |
| Grüne                  | 10,4 %              | 9,8 %               | 14,3 %              | 9,8 %               | 12,25 %             |
| FDP                    | 8,9 %               | 13,3 %              | 23,4 %              | 7,4 %               | 16,64 %             |
| AFD                    | –                   | -                   | -                   | 4,7 %               | 11,80 %             |
| PDS, ab 2009 Die Linke | –                   | 3,4 %               | 5,5 %               | 3,6 %               | 4,16 %              |
| Die Piraten            | -                   | -                   | -                   | 2,3 %               | 0,46 %              |
| Tierschutzpartei       | -                   | -                   | -                   | 1,4 %               | 1,25 %              |
| NPD                    | 0,2 %               | 0,8 %               | 0,6 %               | 1,0 %               | 0,34 %              |
| ÖDP                    | -                   | -                   | -                   | 0,5 %               | 0,29 %              |
| Freie Wähler           | -                   | -                   | -                   | 0,2 %               | 0,34 %              |
| Tierschutzallianz      | -                   | -                   | -                   | -                   | 0,17 %              |
| REP                    | 1,3 %               | 2,0 %               | 1,5 %               | -                   | -                   |
| PBC                    | 0,6 %               | 0,5 %               | 0,4 %               | -                   | -                   |
| DIE PARTEI             | -                   | ?                   | -                   | ?                   | 0,63 %              |
| Wahlbeteiligung        | 89,2 %              | 87,78 %             | 81,4 %              | 84,6 %              | 86,22 %             |

Die Gemeinde Lichtenwald konnte bei den letzten Wahlen immer eine sehr gute Wahlbeteiligung verzeichnen. Zur Bundestagswahl 2005 hatte Lichtenwald mit 87,78 % zum Beispiel die sechsthöchste Wahlbeteiligung aller Gemeinden in Baden-Württemberg.

## Kultur und Sehenswürdigkeiten
Trotz der eher bescheidenen Größe existiert in Lichtenwald ein Kulturprogramm. Im Jahr 2003 gab es ca. 8.000 Besucher, mehr als die Hälfte von außerhalb. Die ortsansässigen Künstler prägen entscheidend das Kulturprogramm sowie das Gemeindebild. Der Wasserturm ist hierfür bestes Beispiel, sorgte er doch mit seinem Keramikfliesen-Mosaik für Aufsehen weit über den Landkreis hinaus. Das Kulturprogramm steht jedes Jahr unter einem anderen Motto, 2004 handelten die Themen von Eduard Mörike und der EU-Erweiterung. So kam es zum Beispiel im Juni 2004 zu einer internationalen Intarsien-Ausstellung mit Künstlern aus Frankreich, Polen, Tschechien und Russland.
Bekannte Künstler im und aus dem Ort sind der Schauspieler Ernst Specht, der Pianist Martin Pillwein, seine Frau und Künstlerin Carmen Pillwein, der Intarsienkünstler Eberhard Scheihing, das Künstlerehepaar Angie und René Heinze, die Pianistin Gunhilde Cramer, die Sopranistin Constanze Seitz, der Bariton Walter Grupp, der Künstler Dieter Meyer-Jacobi, der Bildhauer Bertram Seitz oder der Jongleur Andreas Wittig.

### Volkshochschule Lichtenwald
Die VHS Lichtenwald gliederte sich, aufgrund der prekären Finanzlage der Gemeinde, im Jahr 2003/04 mit Erfolg aus dem Solidarverband der VHS Esslingen aus und ist nun in die Gemeindeverwaltung integriert. Finanziell gesehen sind die Sachkosten gedeckt, nicht jedoch die Personalkosten. Die VHS in Lichtenwald steht nicht nur für den reinen Unterricht, sondern integriert zudem einen kompletten Kulturbetrieb und ein Kinderprogramm. Im ersten Semester nahmen ca. 3.000 Personen am Programm teil, viele davon aus dem Raum Waiblingen, Göppingen und Esslingen.

### Sehenswürdigkeiten und Naturdenkmale

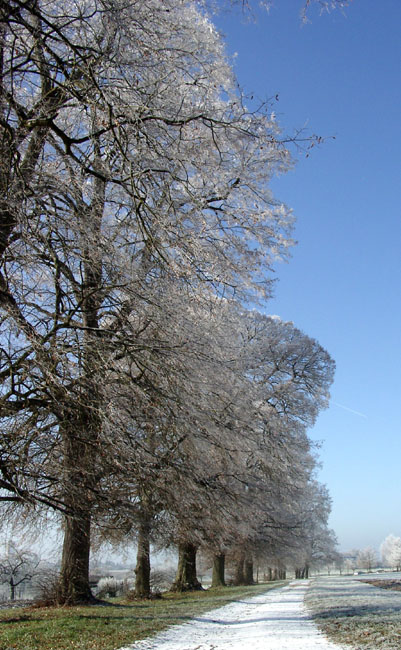
Lindenallee mit 38 Bäumen bei Thomashardt

In Hegenlohe ist die 1479 vollendete evangelische Pfarrkirche mit Pfarrhaus und Pfarrscheuer und dem benachbarten Backhäusle sehenswert. Als Attraktion in Thomashardt gelten der im Rahmen der Dorfsanierung neu gestaltete Dorfplatz mit Rathaus sowie der künstlerisch gestaltete Wasserturm mit einer ersteigbaren Plattform und einer herrlichen Fernsicht auf die Schwäbische Alb, vom Hohenstaufen bis zum Hohenzollern. Im oberen Bereich des Turms hat das einheimische Künstlerehepaar Heinze ein buntes Keramikfliesen-Mosaik in Wassertropfenform angebracht.
Mehrere Bäume bzw. Baumgruppen in Lichtenwald gelten als Naturdenkmale. Dazu zählt die Dorflinde neben der Kirche in Hegenlohe, die etwa um 1800 gepflanzt wurde und bei 20 Meter Hohe einen Umfang von 3,2 Metern verzeichnet. Dieser Baum musste aufgrund fehlender Standsicherheit wegen eines fast völlig hohlen Stammes im Frühjahr 2012 gefällt werden. An selber Stelle wurde wieder eine neue Linde gepflanzt. Ebenso ein Naturdenkmal ist die Schönbrückleseiche ca. 800 m östlich von Hegenlohe im Wald, welche über 330 Jahre alt und 45 Meter hoch ist und einen Umfang von 4,3 Metern hat. Ebenso erwähnenswert ist die Lindenallee bei Thomashardt mit (noch) 38 Bäumen, die etwa 30 m hoch und 170 Jahre alt sind.

### Veranstaltungen
Regelmäßige jährliche Großveranstaltungen in Lichtenwald sind die Theateraufführungen der Theaterabteilung des TSV-Lichtenwald im Januar in der Gemeindehalle sowie der Lichtenwalder Halbmarathon, der mit ca. 1000 Teilnehmern und Gästen mit Abstand die größte Veranstaltung in Lichtenwald ist. Des Weiteren organisiert die VHS Lichtenwald (s. o.) zahlreiche Vorträge. Auch die verschiedenen Vereine (Wanderverein Edelweiß, Kirchenchor, Gesangverein etc.) tragen mit jährlichen Festen zum Gemeindeleben bei.